# Carl Helmut Hertz

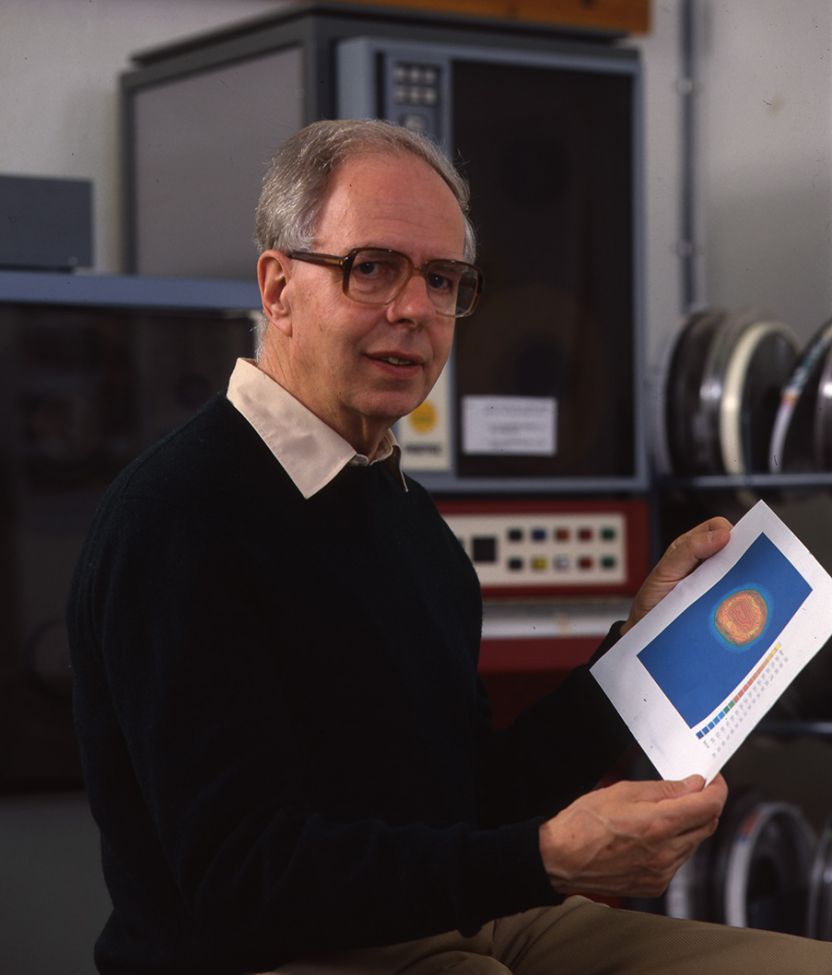
Carl Helmut Hertz, 1985

Carl Helmut Hertz (in der Literatur auch oft unter Carl Hellmuth Hertz zu finden; * 15. Oktober 1920 in Berlin; † 29. April 1990 in Lund) war der Sohn von Gustav Hertz und Pionier im Feld der Sonographie.

## Leben
Während des Zweiten Weltkrieges diente er als Soldat in der Wehrmacht. Er geriet in amerikanische Kriegsgefangenschaft und wurde in die USA gebracht. Ein Freund seines Vaters, der Nobelpreisträger war, arrangierte die Freilassung von Hertz und verschaffte ihm eine Stelle an der Universität Lund in Schweden. So durfte er die USA verlassen, allerdings nicht nach Deutschland zurückkehren.
An der Universität Lund wurde Hertz Doktorand in der Abteilung für Kernphysik. Aus Interesse unternahm er zerstörungsfreie Werkstoffprüfung mittels Ultraschall, bei der man verdeckte Materialveränderungen (Lunker, Risse usw.) in metallischen Körpern erkennen kann. Beim Mittagstisch unterhielt er sich mit Inge Edler, dem Leiter der Kardiologie am Universitätshospital Lund. Mit einem Siemens-Ultraschallgerät der Firma Tekniska Rontgencentralen an der Schiffswerft in Malmö, das zur Kontrolle der Schweißnähte diente, unternahm er erste Versuche am eigenen Herzen. Bald darauf erhielten sie 1953 ein eigenes Gerät von Siemens in Erlangen, dank der Kontakte seines Vaters Gustav Hertz, der vor dem Zweiten Weltkrieg die Siemens Forschungslaboratorien leitete. 1955 wurde er in Lund zum Thema Untersuchung spezieller Formen der Koronaentladung an Spitzen und Drähten promoviert. Zusammen mit Edler entwickelte er die Sonographie (gleichzeitig gab es Entwicklungen in diesem Bereich in anderen medizinischen Fachrichtungen) und war als erster Professor in diesem Bereich an der Universität Lund tätig. Er gründete die Abteilung elektrische Messverfahren an der Universität Lund.
Zum Ausdrucken der Ergebnisse der Sonografie entwickelte er in den 1960er Jahren eine frühe Form des Tintenstrahldruckers. 1963 erhielt er den Westrupska Preis für seine Arbeiten zur Biophysiologie von Pflanzen.
1977 erhielt er den Albert-Lasker-Preis für klinisch-medizinische Forschung.